# Уэстон, Эдвард
Эдвард Генри Уэстон (англ. Edward Henry Weston; 24 марта 1886, Хайленд-Парк, Иллинойс — 1 января 1958, Уайлдкэт-Хилл, Калифорния) — американский фотограф.

## Биография и творчество

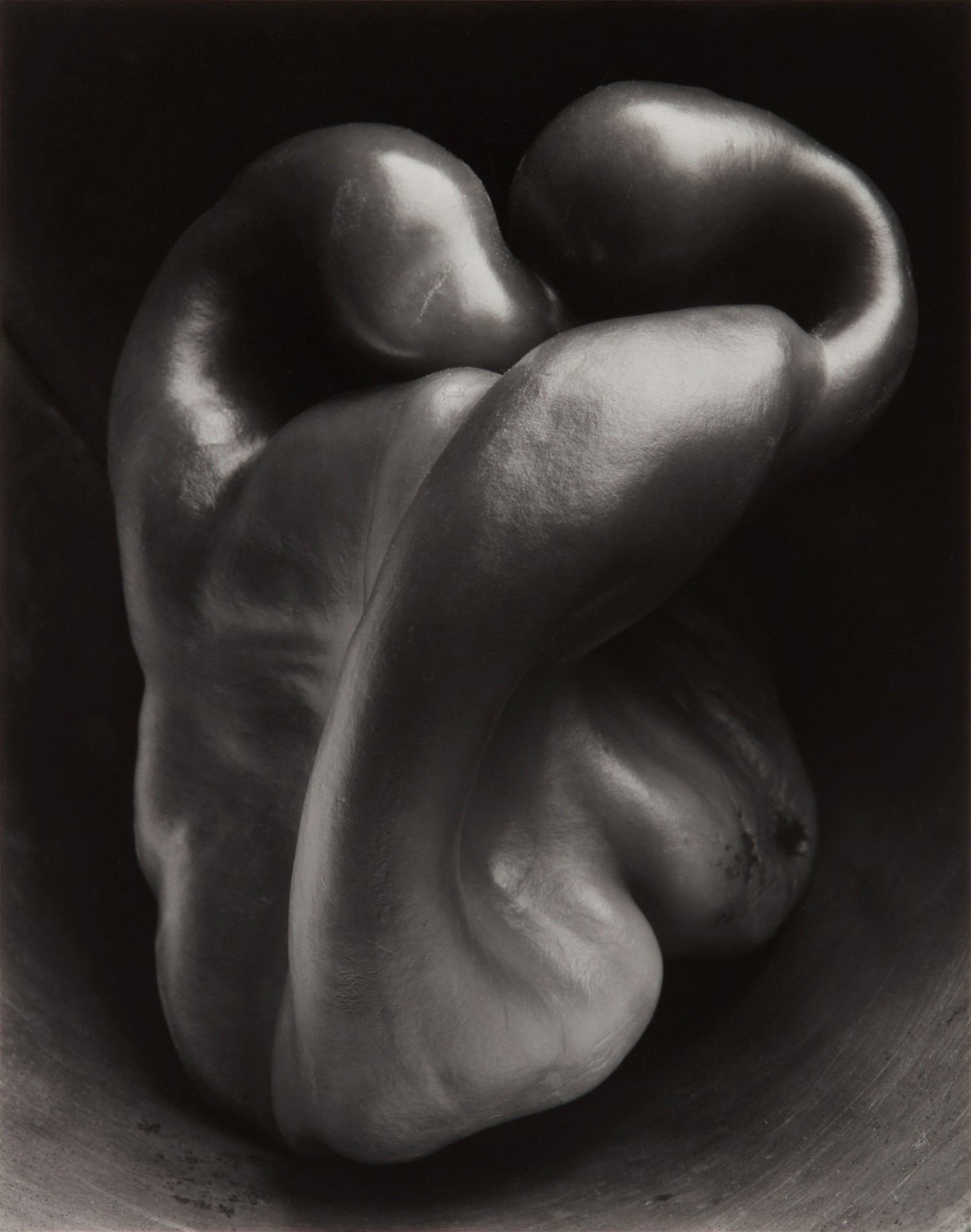
«Перец № 30» (1930) чёрно-белая фотография зелёного стручка сладкого перца

К шестнадцатилетию получил в подарок фотоаппарат «Кодак». Снимал в Чикаго, в 1906 году перебрался в Калифорнию и женился. Открыл фотостудию (1911). К началу 1920-х годов порвал с пикториализмом ради так называемой «прямой фотографии». Известен как один из важнейших представителей Нового ви́дения. Отбирал работы и отвечал за американскую секцию на выставке «Фильм и Фото» (Film und Foto) в 1929 году в Штутгарте. Сблизился с Альфредом Стиглицем, Полом Стрендом.
В 1923 году оставил семью и вместе со своей ассистенткой Тиной Модотти отправился в Мексику. Познакомился с Фридой Кало и Диего Риверой. В 1932 году вместе с Анселом Адамсом основал группу f/64. В 1937 году получил стипендию фонда Гуггенхайма; именно благодаря этой стипендии он смог путешествовать по США и в частности Калифорнии в течение двух лет. Создал ряд фотонатюрмортов. Иллюстрировал книги, в том числе «Листья травы» Уолта Уитмена (1941). Начал работать с цветом (1947).
Последние фотоработы относятся к 1948 году, потом Уэстон, страдая от болезни Паркинсона, перестал снимать.
Творчество Уэстона, связанное с американским и мировым авангардом, стало одним из крупнейших явлений в фотоискусстве XX века. 

### Наиболее известные работы
- «Наутилус[англ.]» (1927) — фотография раковины наутилуса.
- «Перец № 30[англ.]» (1930) — фотография стручка сладкого перца.
- «Обнаженная[англ.]» (1936) — фотография Чарис Уилсон[англ.].

## Награды
- Медаль прогресса (Фотографическое общество Америки) (1957)

## Тексты
- Edward Weston on photography / Peter C.Bunnell, ed. — Salt Lake City: P. Smith Books, 1983.

## Галерея

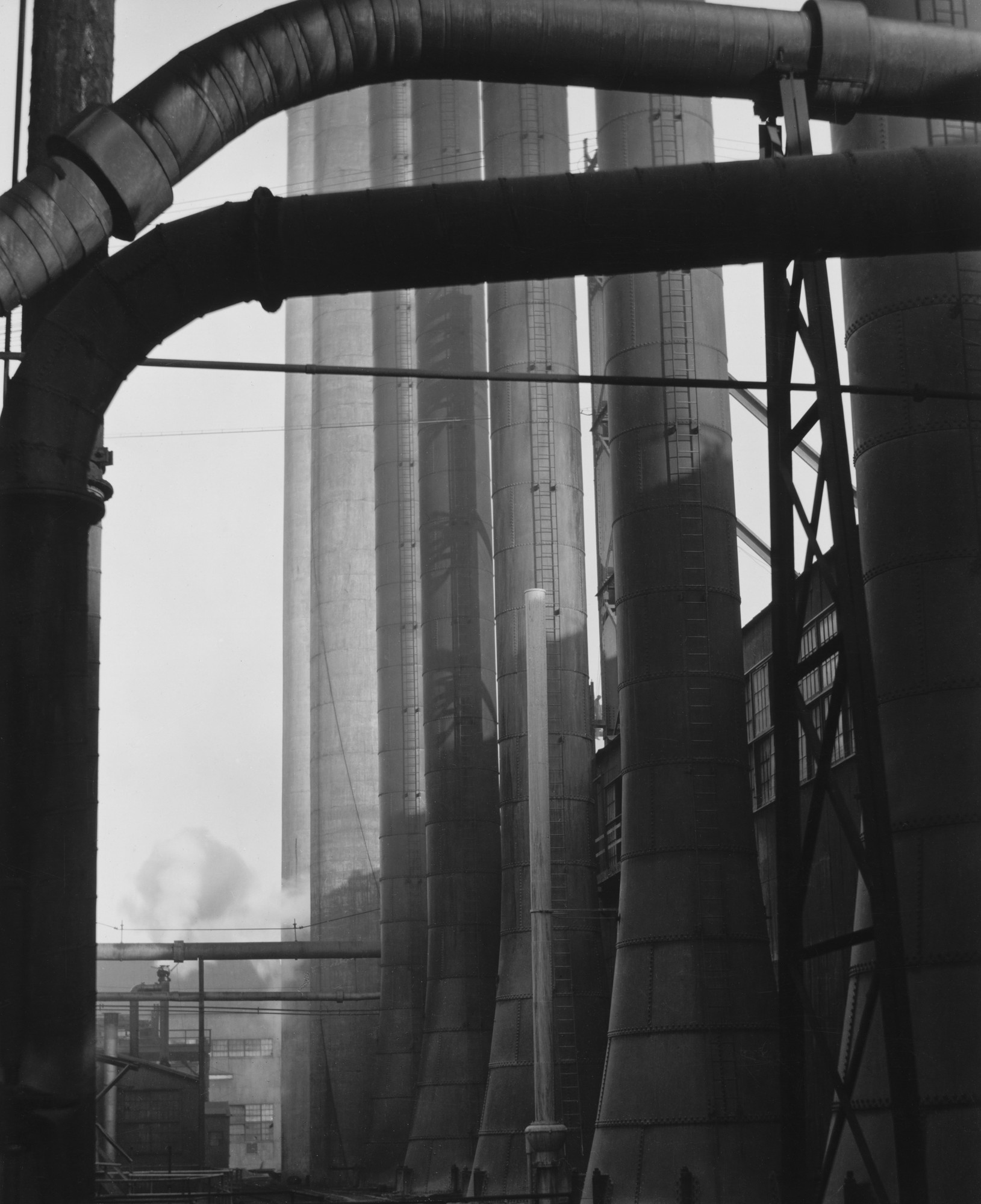
Armco Steel, Охайо, 1922.
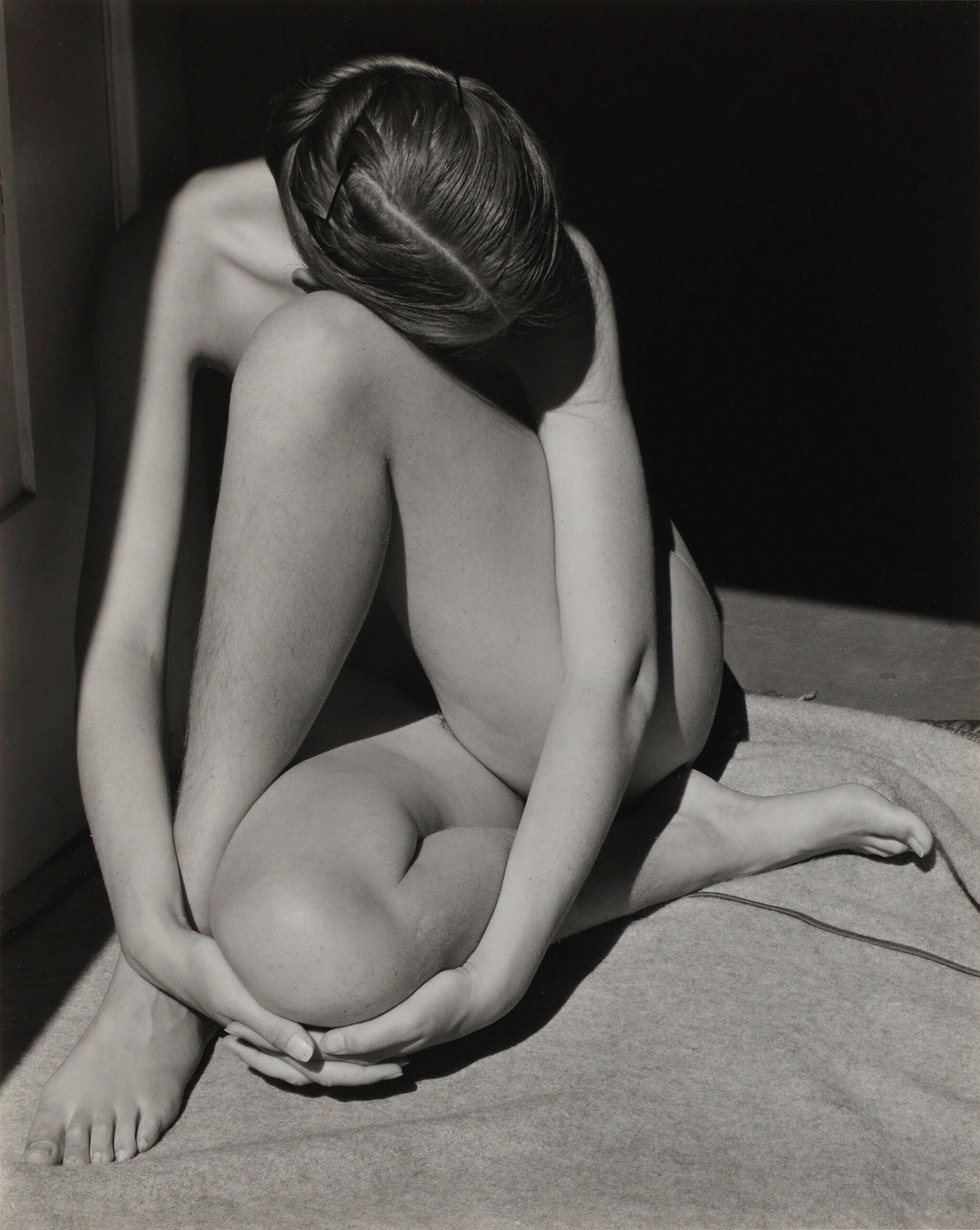
Обнаженная, 1930.
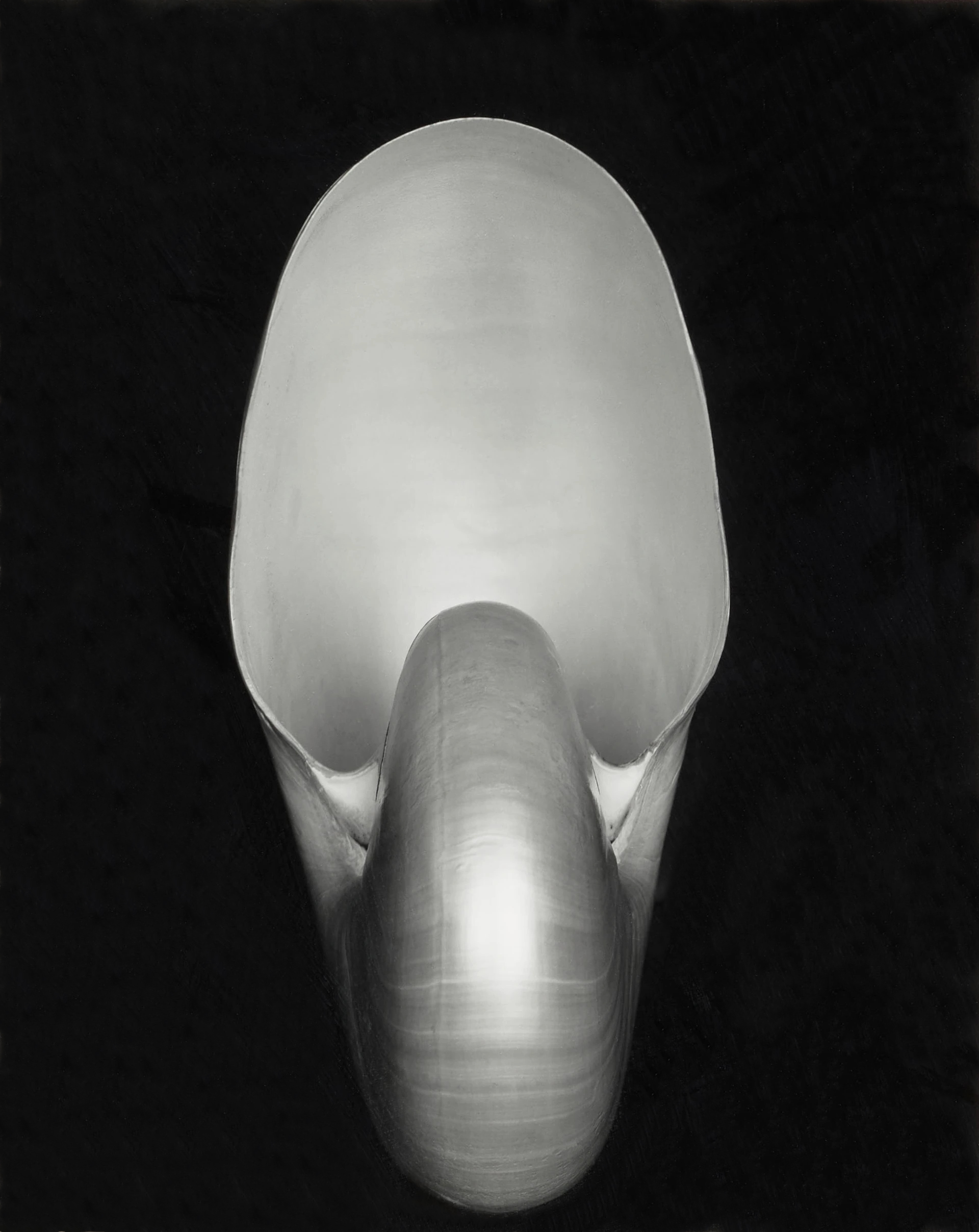
Наутилус, 1927
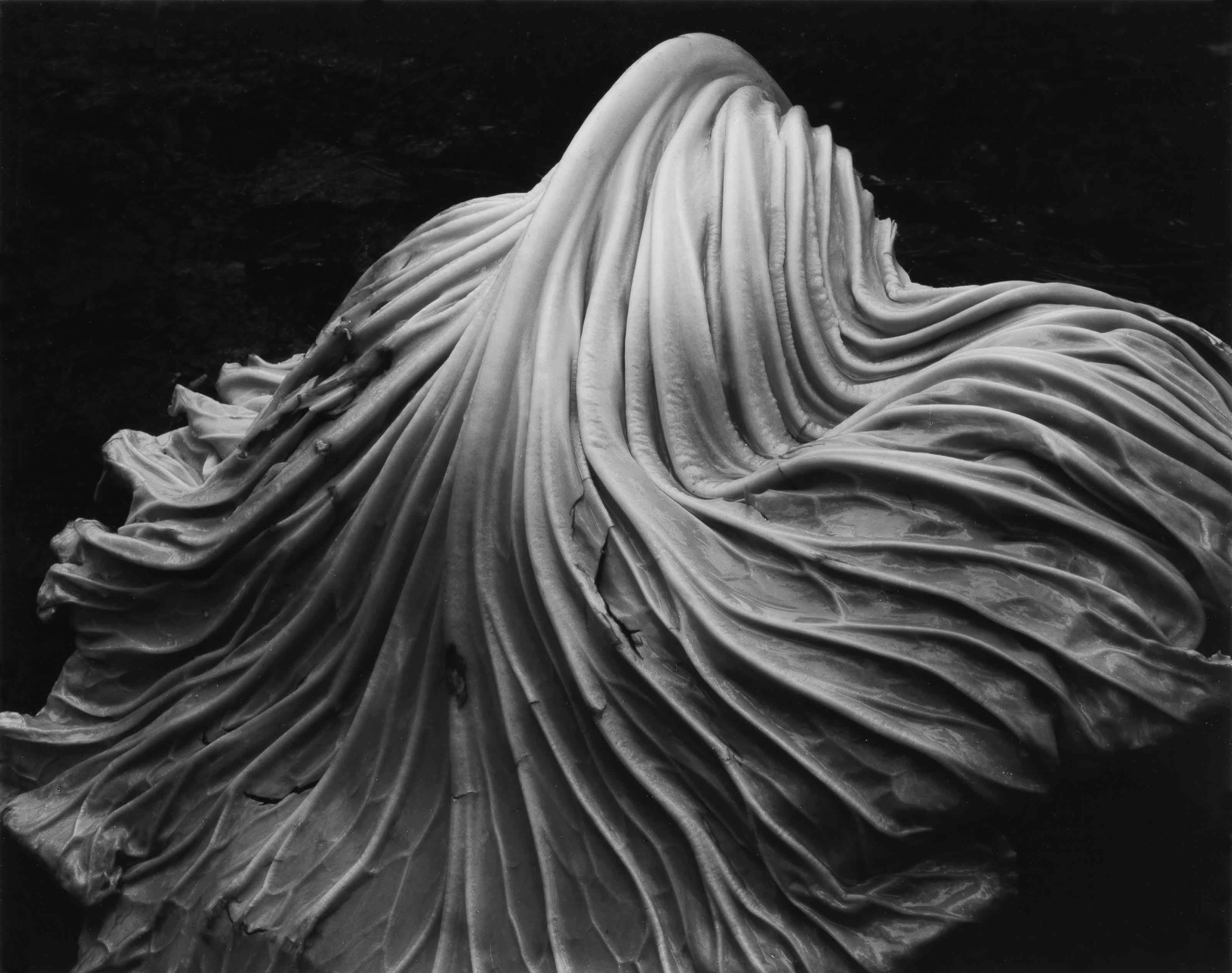
Лист капусты, 1931
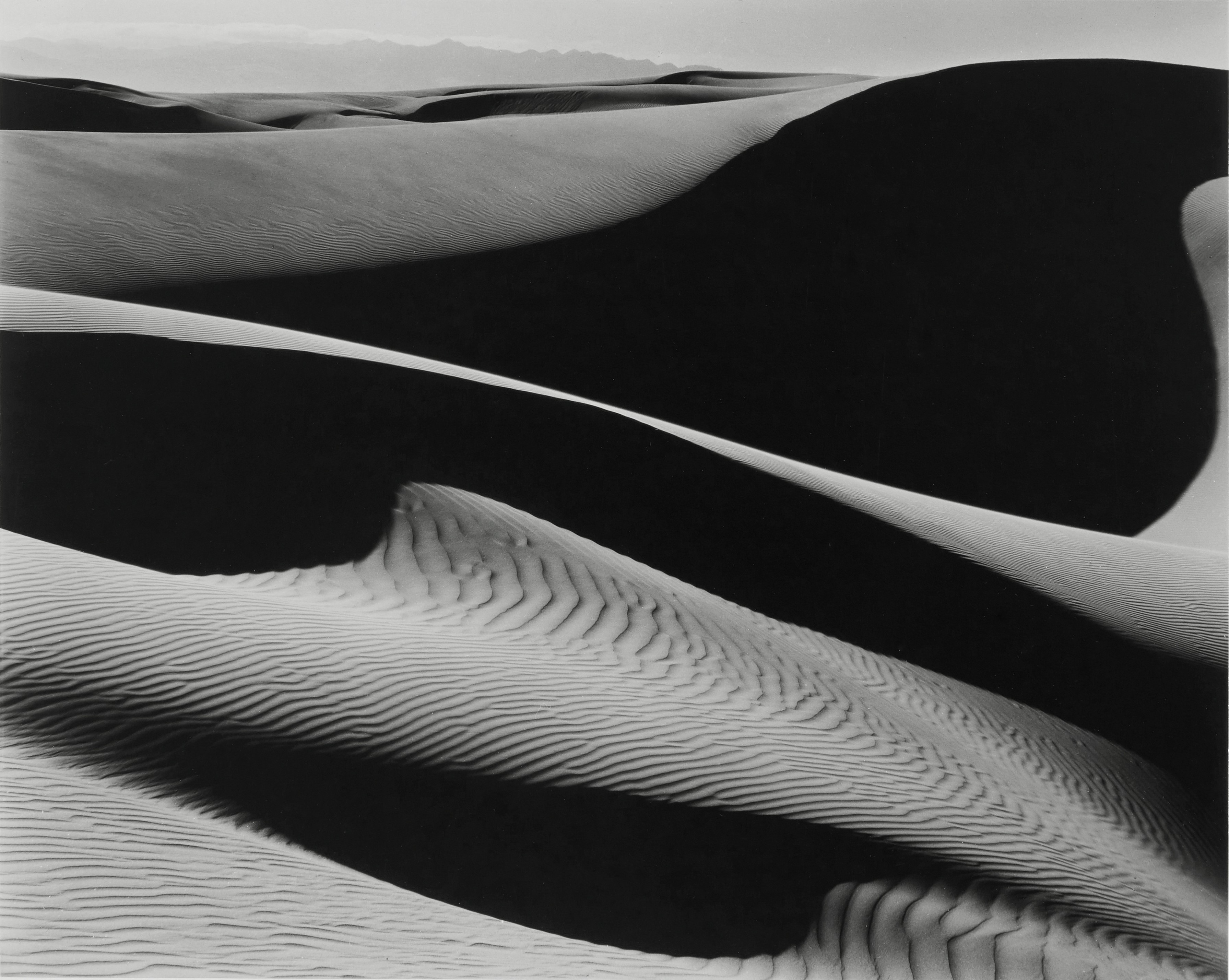
Дюны, Оушиано[англ.]